# Jürgen Lehnert
Jürgen Lehnert (n. 2 noiembrie 1954, Magdeburg, RDG) este un canoist ce a reprezentat Germania, medaliat olimpic. A participat la o ediție a Jocurilor Olimpice (1976) în care a câștigat o medalie de bronz.

## Participări
Lista de mai jos prezintă principalele competiții la care a participat Jürgen Lehnert de-a lungul carierei.
- canoeing at the 1976 Summer Olympics – men's K-4 1000 metres[*]